# Gero Kretschmer
 Gero Kretschmer  (Colonia, 6 de mayo de 1985) es un tenista profesional alemán. 

## Carrera
Su ranking más alto a nivel individual fue el puesto Nº 316, alcanzado el 14 de junio de 2010. A nivel de dobles alcanzó el puesto Nº 79 el 26 de mayo de 2014.

### 2010
Gana por primera vez un torneo challenger. En el mes de agosto se presenta a disputar el Challenger de Ginebra disputado en Suiza. Juega en la modalidad de dobles junto a su compatriota Alexander Satschko. Llegan a la final, en donde se enfrentan a la pareja austríaca constituida por Philipp Oswald y Martin Slanar triunfando en la misma por 6–3, 4–6, [11–9].

### 2013
En el mes de julio Kretschmer logra su segundo challenger en la ciudad de Posnania, Polonia disputando el Poznań Open. Juega en la modalidad de dobles junto a su compatriota Alexander Satschko. Llegan a la final, en donde se enfrentan al finés Henri Kontinen y al polaco Mateusz Kowalczyk triunfando en la misma por 6-3, 6-3.

### 2014
Comienza con buen pie el año, ganando el primer torneo disputado del ATP Challenger Tour 2014. Junto a Alexander Satschko ganan el Aberto de São Paulo 2014 derrotando en la final al colombiano Nicolás Barrientos y al dominicano Víctor Estrella.

## Títulos (1; 0+1)

### Dobles
| Leyenda                         |
| Grand Slam (0)                  |
| ATP Wourld Tour Finals (0)      |
| ATP Masters 1000 World Tour (0) |
| ATP World Tour 500 series (0)   |
| ATP World Tour 250 series (1)   |

| N.º | Fecha                | Torneo | Superficie    | Compañero          | Oponentes en la final      | Resultado   |
| --- | -------------------- | ------ | ------------- | ------------------ | -------------------------- | ----------- |
| 1.  | 7 de febrero de 2015 | Quito  | Tierra batida | Alexander Satschko | Víctor Estrella João Souza | 7-5, 7-6(3) |

## ATP Challenger Tour (3; 0+3)
| Leyenda               | Ganados | Perdidos |
| --------------------- | ------- | -------- |
| ATP Challenger Series | 3       | 4        |

### Dobles
| N.º | Fecha      | Torneo                    | Superficie    | Compañero          | Oponentes en la final              | Resultado      |
| --- | ---------- | ------------------------- | ------------- | ------------------ | ---------------------------------- | -------------- |
| 1.  | 29.08.2010 | Challenger de Ginebra     | Tierra batida | Alexander Satschko | Philipp Oswald Martin Slanar       | 6-3, 4-6, 11-9 |
| 2.  | 20.07.2013 | Challenger de Posnania    | Tierra batida | Alexander Satschko | Henri Kontinen Mateusz Kowalczyk   | 6-3, 6-3       |
| 3.  | 05.01.2014 | Challenger de San Pablo-1 | Dura          | Alexander Satschko | Nicolás Barrientos Víctor Estrella | 4-6, 7-5, 10-6 |